# Mylochromis melanonotus
Mylochromis melanonotus trong ngành nuôi cá cảnh có tên thương mại cá sọc đen vàng Haplochromis là một loài cá thuộc họ Cichlidae. Nó đôi khi (có lẽ là nhầm lẫn) tách ra từ chi đơn loài Platygnathochromis.
Nó được tìm thấy ở Malawi, Mozambique, và Tanzania. Môi trường sống tự nhiên của chúng là hồ nước ngọt.